# Jenny, Juno
Jenny, Juno es una película surcoreana de romance del 2005 escrita y dirigida por Kim Ho Jun. Fue estrenada en Corea del Sur el 18 de febrero de 2005 y obtuvo un total de 289.829 admisiones.

## Trama
Jenny y Juno son una pareja encantadora de estudiantes que como es de imaginarse, están enamorados. Juno es transferido de Busan al colegio donde estudia Jenny, presidenta del alumnado además de destacada estudiante con excelente promedio. El suyo es amor a primera vista y comienzan a salir cándidamente. La pareja más popular de la escuela es envidiada por todos sus compañeros, pero también querida y respetada: el chico más guapo y la chica más inteligente nacieron el uno para el otro, a decir de los rumores. Un día, Jenny recibe una sorpresa de parte del destino: está embarazada. Media hora después se lo comunica a Juno en la azotea de la escuela de una forma bastante peculiar: "Juno, ¿me querías aún si no tuviera un brazo?", por supuesto. "Juno, ¿me querías aún si no tuviera una pierna?", claro que sí Jenny. Pasadas ambas pruebas, Jenny va al punto: "Juno, ¿y me querrías si te digo que estoy embarazada?" Luego de recibir el shock más grande que ha experimentado en su corta vida, Juno se pregunta ¿Y cómo pasó eso?, a lo que Jenny le responde con una mueca de disgusto, como si no lo supiera o le fuera tan difícil imaginarlo. Es a partir de allí que corre una historia dulce, sencilla pero profunda en cuanto a valores familiares y sociales que rodean a los dos jóvenes, quienes deciden tener a su bebé y enfrentar su responsabilidad como padres amorosos y poderse casar.

## Reparto
- Park Min Ji como Jenny.
- Kim Hye Sung como Juno.
- Kim Ja Ok como la mamá de Jenny.
- Lim Dong Jin como el papá de Jenny.
- Seo Min Jung como la hermana de Jenny.
- Ahn Sun Young como la profesora de educación sexual.
- Kang Nam Gil como el papá de Juno.
- Lee Eung Kyung como la mamá de Juno.
- Jung Ji Ahn como Mi Ji.
- Shim Eun Jin como Hye Rin.
- Kim Kwang Sik como el pescador.
- Kim Ki Soo como el taxista.
- Lee Ha Neul
- Lee Min Ah

## Banda sonora
1. Saranghalkoya - Park Hye-kyung
2. raingeurigi
3. hoisang 1
4. haengjingok
5. gwaepgwaepsong
6. daemunap
7. naega malhaetjana
8. hoisang 2
9. antena
10. sanbuingwa gyeonhak
11. boyak humchyeomeokgi
12. bioneun daemun ap
13. seutoking haengjingok
14. uulpiano
15. olchaengi akapelra
16. juchajangeseo
17. gamgiyakdeonjigi
18. uulpiano 2
19. uulpiano 3
20. uimunui sanai
21. dangshineun sarangbadgi wihae taeeonan saram
22. sarangeulhalkkeoya-indi
23. saranghalgeoya

## Dato
La película género controversia en Corea del Sur, dado que la temática es sobre el embarazo adolescente. Si bien no se mostraron escenas de sexo entre los protagonistas, se le dio como clasificación para +18, pero más tarde se cambió a +15 debido a una apelación.
La película romántica es totalmente recomendada para adolescentes para reflexionar acerca del tema del embarazo a temprana edad.

## Similitudes con "Juno"
Este film tiene varias cosas en común con la película Juno. Aunque en la versión coreana la chica tiene como nombre "Jenny", es el chico quién se llama "Juno", igual que la protagonista de la versión estadounidense. Además, el tema principal es el embarazo adolescente.
Jason Reitman, el productor de Juno, la vio en uno de sus viajes, y le gusto el argumento, por lo que decidió hacer su versión basada en esta cinta.
- Datos: Q491810